# Le Bicorne
Le Bicorne est une montagne de l'archipel des Kerguelen située dans le massif Rallier du Baty sur la péninsule Rallier du Baty et culminant à 1 202 m d'altitude.

## Géographie
Le Bicorne est le deuxième sommet le plus élevé du massif Rallier du Baty, dans la péninsule homonyme, culminant à 1 202 m et marquant la séparation entre le glacier Arago, à l'est, et le glacier Jean Brunhes, à l'ouest.

## Histoire
Le Bicorne a été identifié pour la première fois par Albert Bauer lors d'une reconnaissance menée vers le glacier Cook en 1961-1962. Il fait référence tout à la fois à sa forme constituée de deux pointes englacées et au bicorne porté par les polytechniciens dont faisait partie Bauer.